# Абдулбасиров, Руслан Шамилович
Руслан Шамилович Абдулбасиров (род. 5 декабря 1993, Кизляр, Россия) — российский профессиональный баскетболист, играющий на позиции центрового.

## Карьера

### Клубная
Заниматься баскетболом начал с 2007 года в ДЮСШ родного города Кизляр, с 16 лет воспитывался в системе «Автодора».
Выступал за «Автодор» (2010/2011), молодежную команду «Локомотив-Кубань» (2012-2014), «Динамо» (Ставрополь, 2014/2015). С лета 2015 по 2017 г. — в БК «Самара». В 2016-2017 успел ещё поиграть в команде «Русичи» из Курска. Из Самары в 2017 году перебрался в Ижевск, в клуб «Родники». По два года провёл в «Тамбове» (2018-2020) и «Иркуте» (2020-2022). Ещё по полсезона провёл в стане грозненских динамовцев (2022-2023) и новосибирцев (2022-2023). В мае 2023 года Абдулбасиров подписал контракт с «Пармой». После сезона в «Парме» получил предложение перейти в ЦСКА, где провел сезон 2024/2025, редко получая игровое время. После сезона 2024/2025 перешел в казанский «Уникс».

### Сборная России
Абдулбасиров был капитаном студенческой сборной России по баскетболу на летней Универсиаде-2017, которая проходила с 19 по 30 августа в Тайване в городе Тайбэй.

## Достижения
- Чемпион Единой лиги ВТБ: 2024/2025
- Обладатель Суперкубка Единой лиги ВТБ: 2024
- Чемпион России: 2024/2025